# Мимолет
Мимоле́т (фр. Mimolette) — вид сыра, обычно производимого в окрестностях Лилля во Франции (где он также известен как Boule de Lille с фр. — «лилльский шар»), а также в некоторых областях Бельгии и Нидерландов, например, во Фландрии (где он также известен как vieux Hollande с фр. — «старая Голландия»).
Первоначально мимолет употребляли только как мягкий сыр (фр. mimou — «полумягкий»), который не требовал длительного созревания и имел слегка маслянистую консистенцию с орехово-фруктовым ароматом. Затем выяснилось, что при созревании от шести месяцев до двух лет он становится твёрдым и приобретает особый горьковатый оттенок во фруктовом привкусе.

## История
Производство сыра началось по указу Людовика XIV в рамках меркантилистской политики Кольбера. Королю требовался местный сыр, который бы заменил популярный в стране сыр Эдам, импортируемый в то время из Голландии. Чтобы французский сыр по виду отличался от голландского, в него стали добавлять натуральный краситель аннато.

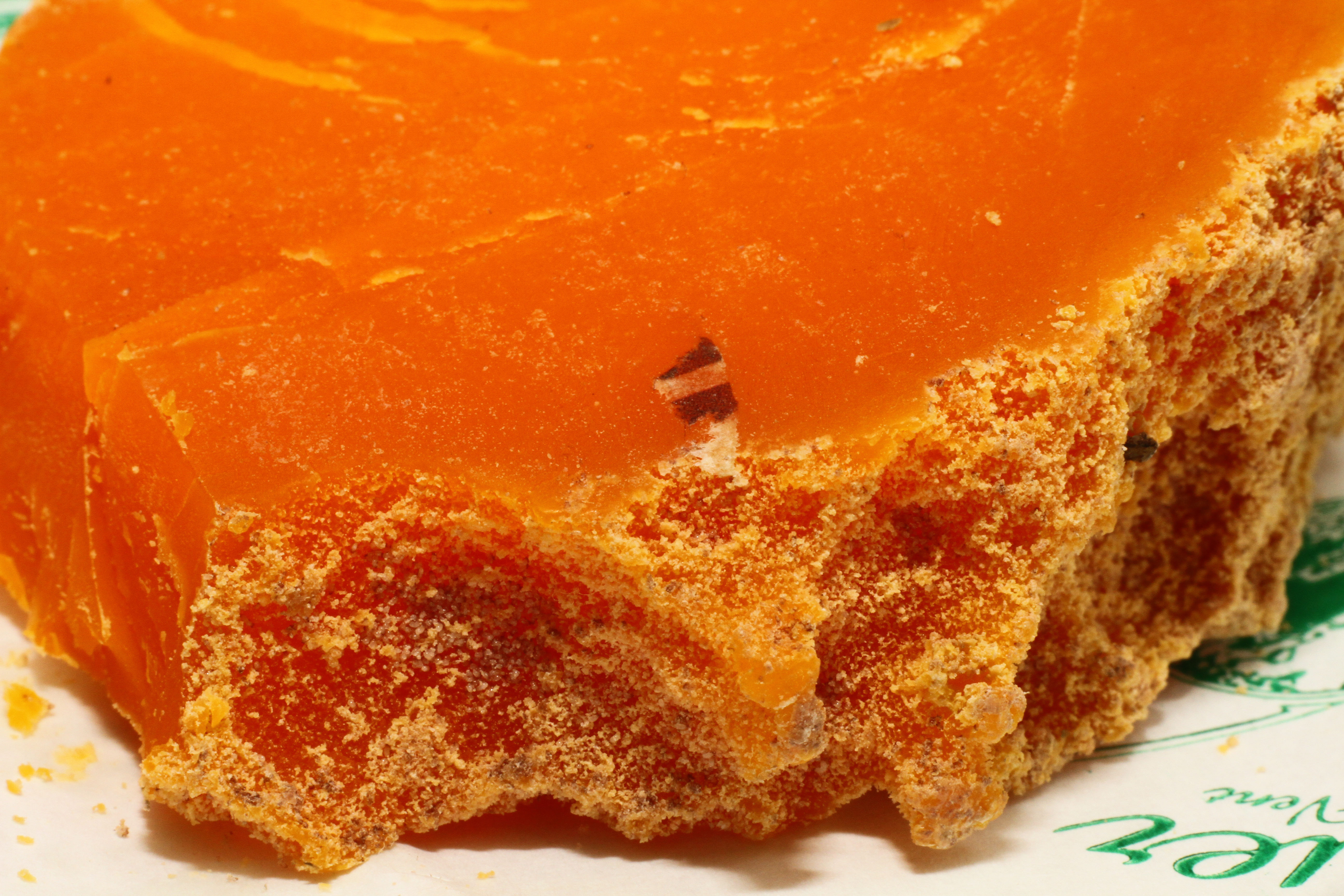
Образованная клещами текстура корки сыра Мимолет

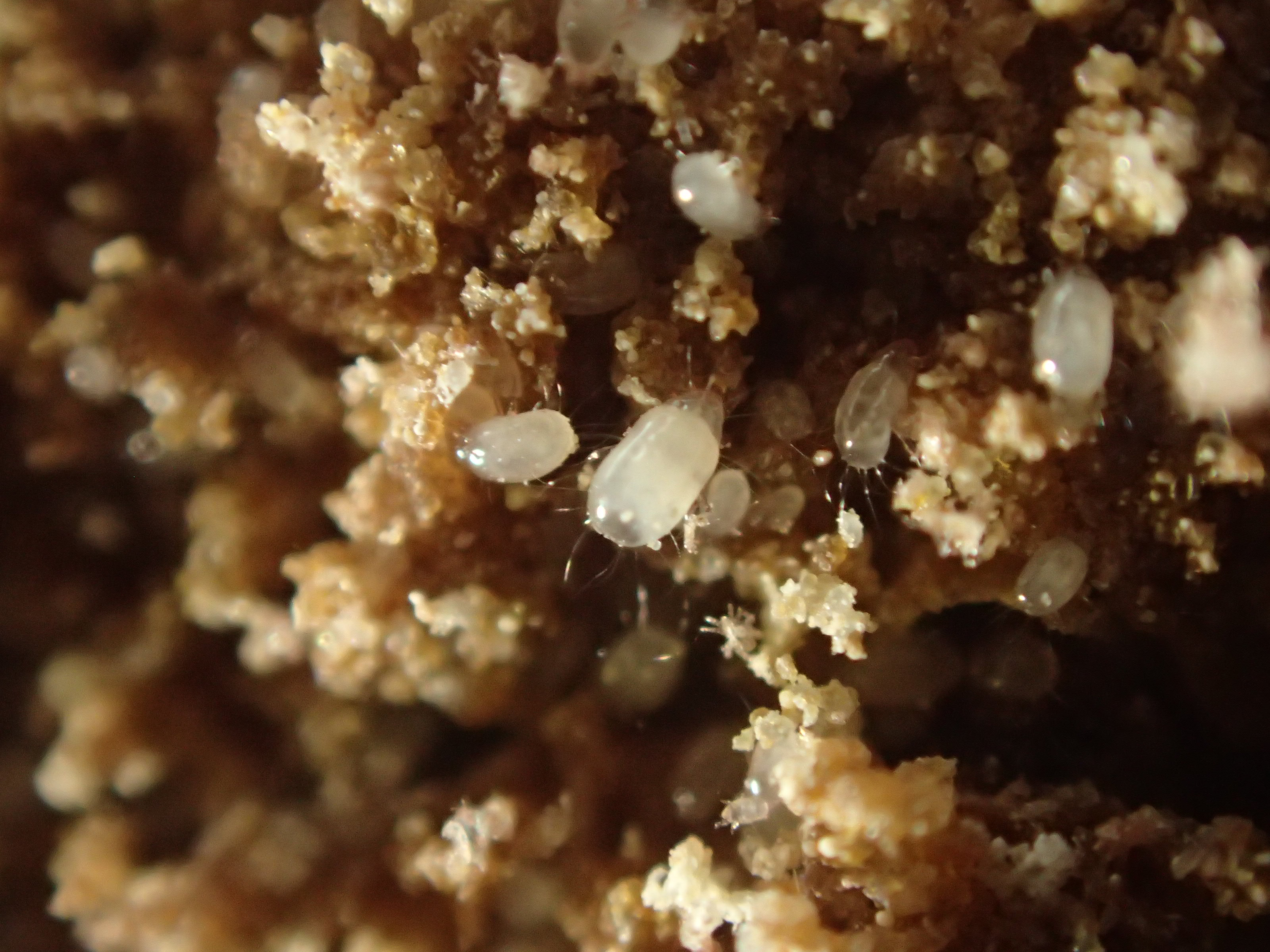
Мучные клещи на сыре Fromage aux artisous

## Описание
Сыр делается из пастеризованного или сырого коровьего молока, в которое перед створаживанием для придания сыру оранжевого цвета и характерного сладковато-орехового привкуса добавляют аннато. Головка готового сыра обычно весит около 2 кг.
На поверхность сыра при созревании селят популяцию сырных клещей, которые прогрызают в корке ходы и воздействуют на вкус сыра. Исследование сыра с помощью электронного микроскопа установило, что клещи, живущие на этом сыре, относятся к виду мучной клещ (Acarus siro).
В Нидерландах производится так называемый Голландский мимолет (англ. Dutch Mimolet) — сыр Commissiekaas, который также может продаваться под названием «Мимолет». В отличие от французского Мимолета, в нём нет сырных клещей. Сырное тесто оранжевого цвета — практически его единственное отличие от сыра Эдам.

## Импорт
В апреле 2013 года сыр был запрещён к импорту в США как «непригодный к употреблению» — Управление по надзору за качеством пищевых продуктов и медикаментов постановило, что он может вызвать аллергию, так как количество клещей на нём (более 6 на дюйм²) превышает допустимое в США. Сразу после запрета 1,5 тонны сыра были изъяты на американской границе и уничтожены таможенной службой США. Ранее, в 2012 году, в США было импортировано 60 тонн этого сыра. Запрет был снят в 2014 году. 